# イエシロアリ
イエシロアリ（家白蟻、学名：Coptotermes formosanus）は、ミゾガシラシロアリ科に分類されるシロアリの1種。建築物の害虫として重視されるシロアリである。別名、タイワンヒメシロアリ。中国名は乳白蟻、台湾泌乳螱。

## 特徴
大きさは有翅虫で7 - 8mm、働きアリで5 - 7mm、女王アリは大きいもので40mmに達する。兵隊アリは頭部は卵円形で扁平、大顎は鋭く、弯曲している。また、有翅虫が頭部が褐色で胸腹部は黄褐色である。
ヤマトシロアリに似るが、全体的に大きい。また、兵隊アリの頭部は、本種の方が幅広い。また、有翅虫は本種が淡い褐色で大きいのに対して、ヤマトシロアリは全体に小型で黒っぽいので、明確に判別できる。

## 生態
他のシロアリと同様社会性昆虫で、集団をなし、枯れ木や朽木を食べる。その内部に巣を作る。特に湿った材を好む。巣は材の中にいたるところに掘られた巣穴と、材の外に続く巣穴に作られた、塊状の巣からなる。この巣は、湿ったところの地下に作られ、そこからあちこちの材へとトンネルを繋げ、大規模に食害する。一群を構成する個体数は、最大で100万に達する。

## 分布
暖地性の種で、その定着の条件として、「1月の平均気温4℃、最低平均気温0℃」とされる。野外では本州では静岡県以南に分布、屋内では神奈川まで知られるが、温暖化により、その拡大が懸念されている。
世界的には、中国から台湾にかけてが原産地と考えられるが、北アメリカ、アフリカ東部、スリランカ、ハワイなど、世界的に分布を広げている。

## 被害
日本本土では、ヤマトシロアリとともに、被害の大きいものである。ただし、ヤマトシロアリより、イエシロアリの方が、大規模な被害を引き起こしやすい。
- ヤマトシロアリは、最初から湿っている材を食害し、その内部に巣を作るため、被害が局所にとどまる。
- これに対して、イエシロアリは、乾燥した材に水や湿った土を運び込むことで、乾いた材を湿らせる習性があるため、食害範囲が大きく広がること、および、巣が材の外の地下にもあり、時には100mも離れた場所にまで被害が広がることがあるためである。同時に、このことが、防除を困難にもしている。

被害は建材以外にも、書籍、立木や、時には地下ケーブルまで攻撃を受ける。